# Іцхокі Яків Семенович
Я́ків Семе́нович Іцхо́кі  (нар. 1906, м. Дисна, Віленська губернія, Російська імперія — пом. 1984, м. Москва, РРФСР) — фахівець в галузі радіолокаційної та імпульсної техніки, інженер, доктор технічних наук (з 1950), професор Військово-повітряної академії імені М. Є. Жуковського.

## Біографія
Яків Іцхокі народився в 1906 році у місті Дисна, Віленської губернії Російської імперії.
Він навчався в Ленінградському політехнічному інституті, який закінчив у 1935 році. Після закінчення інституту продовжив навчання в аспірантурі .
У 1938 році ним була захищена кандидатська дисертація, присвячена методиці дослідження імпульсних струмів.
У 1941 році пішов на фронт, а у 1944 році його перевели до Військово-повітряної академії імені М. Є. Жуковського. З 1944 року і до 1984 року обіймав в академії різні посади. До 1969 року — працював завідувачем кафедри, а з 1969 року — професором кафедри.
Докторська дисертація (1950).
Помер у 1984 році у місті Москва.

## Наукові інтереси
Яків Іцхокі проводив дослідження у напрямках:
- радіолокація;
- радіолокаційна техніка;
- імпульсна техніка.

Він є розробником теорії імпульсних генераторів. Також він розробив та дослідив методику розрахунку імпульсних генераторів та трансформаторів для радіолокаційної техніки.
У 1960-х роках активно займався дослідженням обробки сигналів для радіолокаційних станцій.

## Творчий доробок
Яків Іцхокі — автор низки статей, посібників та монографій
- Ицхоки Я. С. Нелинейная радиотехника. — Москва: Издательство «Советское радио», 1955. — 506 с.[5]
- Ицхоки Я. С. Приближенный метод анализа переходных процессов в сложных линейных цепях. — Москва: Издательство «Советское радио», 1969. — 170 с.
- Ицхоки Я. С. Импульсная техника. — Москва: Советское радио, 1949. — 296 с.[6]
- Ицхоки Я. С., Овчинников Н. И. Импульсные и цифровые устройства .– Москва: Советское радио, 1972. — 592 с.

## Нагороди
Заслужений діяч науки і техніки РРФСР.